# 苏格兰教堂 (墨尔本)
苏格兰教堂（英語：The Scots' Church）是澳大利亚墨尔本的一座长老会教堂，新哥特式风格。它成立于1838年，维多利亚州第一座长老会教堂，位于科林斯街。目前的教堂建于1871-1874年，是建筑师约瑟夫·里德的作品。它被形容为“一百年多年来的标志”。